# Club Atlético de Madrid 2025-2026
Questa voce raccoglie le informazioni riguardanti il Club Atlético de Madrid nelle competizioni ufficiali della stagione 2025-2026.

## Stagione
La stagione 2025-2026 vede l'89ª partecipazione alla massima divisione spagnola e la 24ª di fila per l'Atlético Madrid, che conferma il tecnico argentino Diego Simeone, allenatore con più panchine in Liga nella storia dei Rojiblancos. La squadra di Madrid, dopo aver concluso il campionato precedente in terza posizione si qualifica direttamente alla fase a campionato della Champions League. Il primo incontro della stagione si è svolto il 16 agosto e ha visto di fronte l'Espanyol allo RCDE Stadium, uscire vincitore in rimonta per 2-1.

## Maglie e sponsor
Lo sponsor tecnico per la stagione 2025-2026 è per il 25º anno consecutivo Nike. Lo sponsor ufficiale è Riyadh Air, sulla parte alta delle maniche c'è lo stemma della Hyundai mentre dietro la schiena, sotto il numero, è presente il logo di Ria Money Transfer.
| Casa | Trasferta |

## Organigramma societario
Dal sito internet ufficiale della società.
Area direttiva
- Presidente: Enrique Cerezo

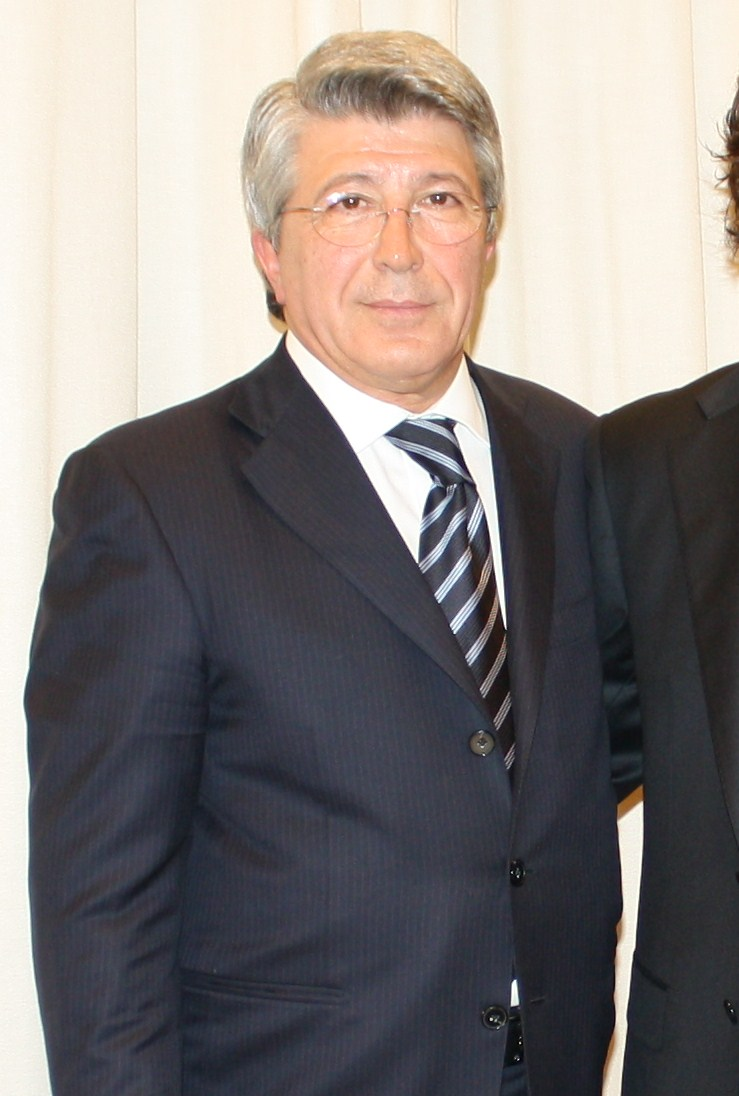
Il presidente Enrique Cerezo, in carica dal 2003

- Amministratore delegato: Miguel Ángel Gil Marín
- Vicepresidente: Antonio Alonso Sanz
- Consiglieri: Severiano Gil y Gil, Óscar Gil Marín, Antoine Bonnier
- Segretario del consiglio: Pablo Jiménez de Parga
- Assessori del consiglio amministrativo: Peter Kenyon, Ignacio Aguillo
- Assessori legali: José Manuel Díaz, Despacho Jiménez de Parga

Area organizzativa
- Direttore finanziario: Mario Aragón Santurde
- Direttore esecutivo: Miguel Ángel Gil Marín
- Direttore sportivo: José Luis Pérez Caminero

Area marketing
- Direttore area marketing: Javier Martínez
- Direttore commerciale: Guillermo Moraleda
- Direttore delle risorse: Fernando Fariza Requejo

Area infrastrutturale
- Direttore dei servizi generali e delle infrastrutture: Javier Prieto

Area controllo
- Direttore di controllo: José Manuel Díaz Pérez

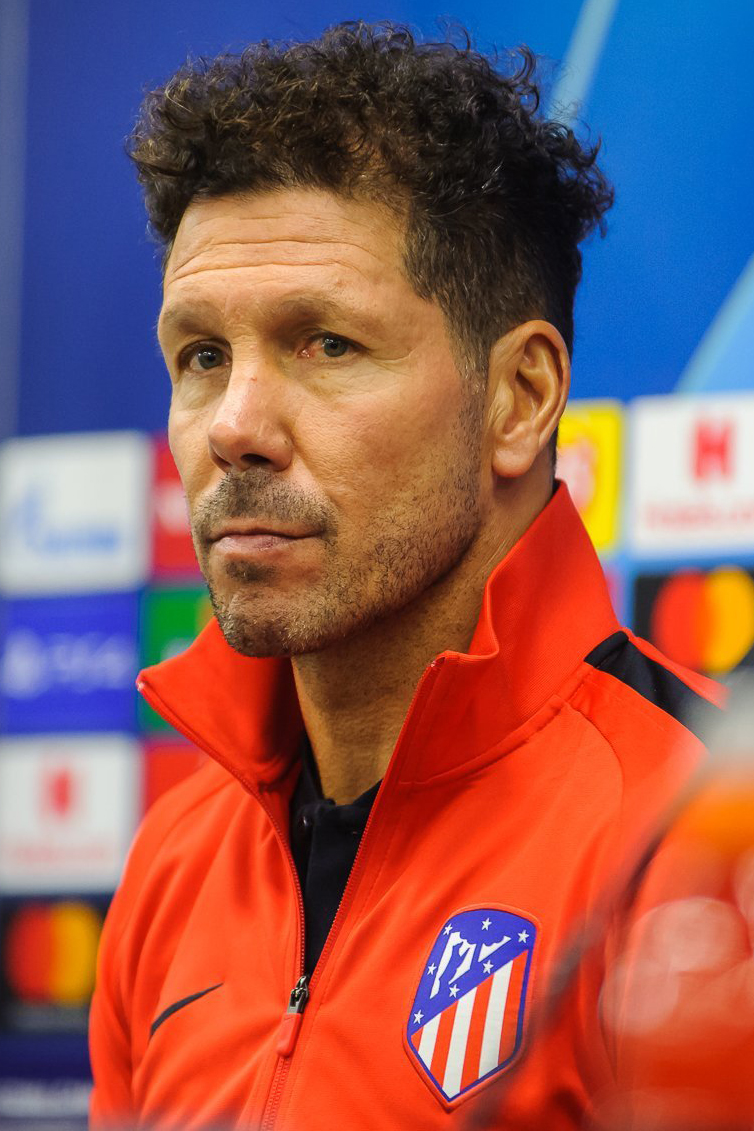
L'allenatore Diego Simeone alla quindicesima stagione sulla panchina, è il tecnico più vincente nella storia dei Colchoneros

Area sviluppo giovanile e internazionale
- Direttore del settore giovanile e dello sviluppo internazionale: Emilio Gutiérrez Boullosa
- Direttore sportivo del settore giovanile: Carlos Aguilera
- Direttore tecnico del settore giovanile: Miguel Ángel Ruiz
- Capo-osservatore giovanile: Sergio García
- Capo talent scout: Natanael Cano Marín
- Coordinatore base: Carlos Santamarina
- Direttore scouting giovanile: Julio De Marco

Area comunicazione
- Direttore della comunicazione e area digitale: Rafael Alique

Area tecnica
- Allenatore: Diego Simeone
- Allenatore in seconda: Nelson Vivas
- Assistenti: Gustavo López
- Preparatore atletico: Luis Piñedo Betrian
- Preparatore dei portieri: Pablo Vercellone
- Delegati: Pedro Pablo Matesanz, Francisco Javier Molina

Area sanitaria
- Responsabile: José María Villalón
- Medico: Óscar Luis Celada
- Infermiere: Gorka de Abajo
- Fisioterapisti: Esteban Arévalo, David Loras, Jesús Vázquez, Felipe Iglesias Arroyo, Iván Ortega
- Massaggiatore: Daniel Castro, Óscar Pitillas

Area ausiliare
- Magazzinieri: Cristian Bautista, Dimcho Pilichev, Mario Serrano, Fernando Sánchez Ramírez

## Rosa

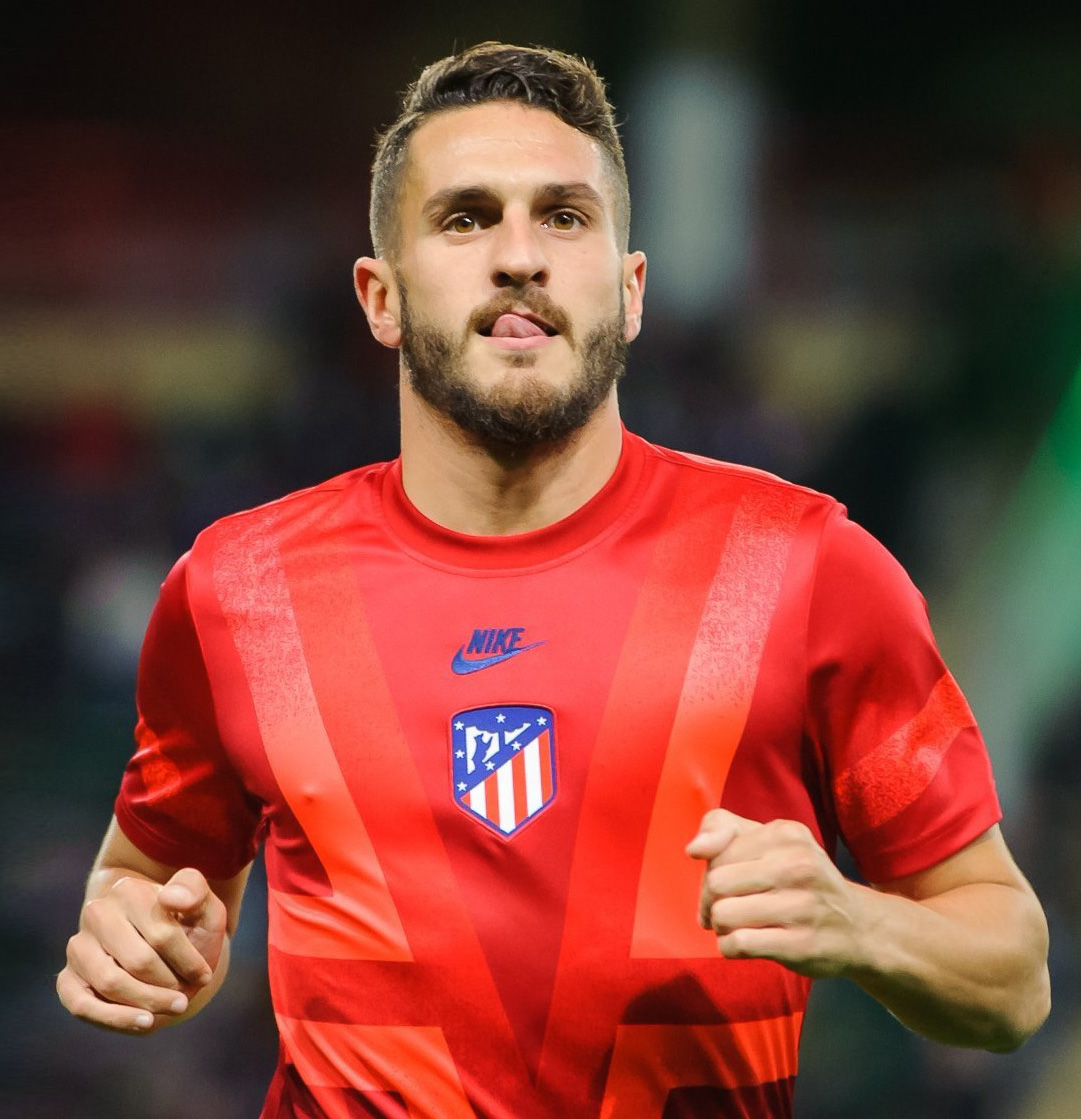
Koke è il capitano dell'Atlético Madrid

La rosa e la numerazione sono tratte dal sito ufficiale dell'Atlético Madrid.
| N. |                        | Ruolo | Calciatore                |
| -- | ---------------------- | ----- | ------------------------- |
| 1  | Argentina (bandiera)   | P     | Juan Musso                |
| 2  | Uruguay (bandiera)     | D     | José Giménez              |
| 3  | Italia (bandiera)      | D     | Matteo Ruggeri            |
| 4  | Inghilterra (bandiera) | C     | Conor Gallagher           |
| 5  | Stati Uniti (bandiera) | C     | Johnny Cardoso            |
| 6  | Spagna (bandiera)      | C     | Koke (capitano)           |
| 7  | Francia (bandiera)     | A     | Antoine Griezmann         |
| 8  | Spagna (bandiera)      | C     | Pablo Barrios             |
| 9  | Norvegia (bandiera)    | A     | Alexander Sørloth         |
| 10 | Spagna (bandiera)      | C     | Álex Baena                |
| 11 | Argentina (bandiera)   | C     | Thiago Almada             |
| 13 | Slovenia (bandiera)    | P     | Jan Oblak (vice capitano) |

| N. |                       | Ruolo | Calciatore        |
| -- | --------------------- | ----- | ----------------- |
| 14 | Spagna (bandiera)     | C     | Marcos Llorente   |
| 15 | Francia (bandiera)    | D     | Clément Lenglet   |
| 16 | Argentina (bandiera)  | D     | Nahuel Molina     |
| 17 | Slovacchia (bandiera) | D     | Dávid Hancko      |
| 18 | Spagna (bandiera)     | D     | Marc Pubill       |
| 19 | Argentina (bandiera)  | A     | Julián Álvarez    |
| 20 | Argentina (bandiera)  | A     | Giuliano Simeone  |
| 21 | Spagna (bandiera)     | D     | Javi Galán        |
| 22 | Italia (bandiera)     | A     | Giacomo Raspadori |
| 23 | Spagna (bandiera)     | A     | Carlos Martín     |
| 24 | Spagna (bandiera)     | D     | Robin Le Normand  |

## Calciomercato
Il calcio mercato dell'Atlético si apre con i riscatti di Clément Lenglet e Juan Musso e con gli addii di César Azpilicueta, Reinildo Mandava e Axel Witsel in scadenza di contratto. All'apertura del mercato internazionale, l'Atlético Madrid acquista l'italiano Matteo Ruggeri dall'Atalanta e l'ala Álex Baena dal Villarreal. Il 4 luglio viene ceduto al Betis il canterano Rodrigo Riquelme. Dopo dieci stagioni, caratterizzate da 469 presenze e 88 reti, Ángel Correa si trasferisce ai messicani del Tigres UANL. In difesa la squadra del Cholo si rinforza con l'arrivo del laterale destro Marc Pubill e del centrale slovacco Dávid Hancko. Per far fronte alla partenza del laterale d'attacco Samuel Lino, tornato in patria al Flamengo, l'11 agosto arriva un altro italiano: l'esterno offensivo Giacomo Raspadori dal Napoli.

### Sessione estiva(dal 1º luglio al 31 agosto)
| Acquisti         | Acquisti          | Acquisti   | Acquisti                  |
| R.               | Nome              | da         | Modalità                  |
| ---------------- | ----------------- | ---------- | ------------------------- |
| D                | Dávid Hancko      | Feyenoord  | definitivo (30 milioni €) |
| D                | Marc Pubill       | Almería    | definitivo (16 milioni €) |
| D                | Matteo Ruggeri    | Atalanta   | definitivo (17 milioni €) |
| C                | Thiago Almada     | Botafogo   | definitivo (25 milioni €) |
| C                | Álex Baena        | Villarreal | definitivo (42 milioni €) |
| C                | Johnny Cardoso    | Betis      | definitivo (24 milioni €) |
| A                | Giacomo Raspadori | Napoli     | definitivo (22 milioni €) |
| Altre operazioni |                   |            |                           |
| R.               | Nome              | da         | Modalità                  |
| P                | Horațiu Moldovan  | Sassuolo   | fine prestito             |
| P                | Juan Musso        | Atalanta   | riscatto (3 milioni €)    |
| D                | Clément Lenglet   | Barcellona | gratuito                  |
| D                | Santiago Mouriño  | Alavés     | definitivo (4 milioni €)  |
| C                | Carlos Martín     | Alavés     | fine prestito             |
| C                | Saúl Ñíguez       | Siviglia   | fine prestito             |
| C                | Arthur Vermeeren  | RB Lipsia  | fine prestito             |

| Cessioni         | Cessioni               | Cessioni    | Cessioni                  |
| R.               | Nome                   | a           | Modalità                  |
| ---------------- | ---------------------- | ----------- | ------------------------- |
| D                | César Azpilicueta      |             | svincolato                |
| D                | Reinildo Mandava       |             | svincolato                |
| D                | Axel Witsel            |             | svincolato                |
| C                | Rodrigo de Paul        | Inter Miami | prestito                  |
| C                | Thomas Lemar           | Girona      | prestito                  |
| C                | Rodrigo Riquelme Reche | Betis       | definitivo (8 milioni €)  |
| A                | Ángel Correa           | Tigres UANL | definitivo (8 milioni €)  |
| A                | Samuel Lino            | Flamengo    | definitivo (22 milioni €) |
| Altre operazioni |                        |             |                           |
| R.               | Nome                   | a           | Modalità                  |
| P                | Horațiu Moldovan       | Real Oviedo | prestito                  |
| P                | Juan Musso             | Atalanta    | fine prestito             |
| D                | Clément Lenglet        | Barcellona  | fine prestito             |
| D                | Santiago Mouriño       | Villarreal  | definitivo (10 milioni €) |
| C                | Saúl Ñíguez            | Flamengo    | gratuito                  |
| C                | Arthur Vermeeren       | RB Lipsia   | riscatto (20 milioni €)   |

## Risultati

### Primera División

#### Girone di andata
| Arbitro: | Busquets Ferrer |

|                           |           |                |
| M. Rubio 73’ P. Milla 84’ | Marcatori | 37’ J. Álvarez |

| Madrid 23 agosto 2025, ore 19:30 CEST 2ª giornata | Atlético Madrid | – referto | Elche | Cívitas Metropolitano |

| Vitoria 30 agosto 2025, ore 17:00 CEST 3ª giornata | Alavés | – referto | Atlético Madrid | Mendizorrotza |

| Bilbao 1º settembre 2025, ore 17:00 CEST 4ª giornata | Athletic Bilbao | – | Atlético Madrid | San Mamés |

| Madrid 14 settembre 2025, ore 17:00 CEST 5ª giornata | Atlético Madrid | – | Valencia | Cívitas Metropolitano |

| Madrid 22 settembre 2025, ore 17:00 CEST 6ª giornata | Rayo Vallecano | – | Atlético Madrid | Vallecas |

| Vigo 25 settembre 2025, ore 17:00 CEST 7ª giornata | Celta Vigo | – | Atlético Madrid | Abanca Balaídos |

| Madrid 29 settembre 2025, ore 17:00 CEST 8ª giornata | Atlético Madrid | – | Real Madrid | Cívitas Metropolitano |

| San Sebastián 6 ottobre 2025, ore 17:30 CEST 9ª giornata | Real Sociedad | – | Atlético Madrid | Reale Arena |

| Madrid 19 ottobre 2025, ore 17:00 CEST 10ª giornata | Atlético Madrid | – | Leganés | Cívitas Metropolitano |

| Siviglia 26 ottobre 2025, ore 17:00 CEST 11ª giornata | Betis | – | Atlético Madrid | Benito Villamarín |

| Madrid 2 novembre 2025, ore 17:00 CET 12ª giornata | Atlético Madrid | – | Las Palmas | Cívitas Metropolitano |

| Palma di Maiorca 10 novembre 2025, ore 17:00 CET 13ª giornata | Maiorca | – | Atlético Madrid | Son Moix |

| Madrid 23 novembre 2025, ore 17:00 CET 14ª giornata | Atlético Madrid | – | Alavés | Cívitas Metropolitano |

| Valladolid 1º dicembre 2025, ore 17:00 CET 15ª giornata | Real Valladolid | – | Atlético Madrid | José Zorrilla |

| Madrid 7 dicembre 2025, ore 17:00 CET 16ª giornata | Atlético Madrid | – | Siviglia | Cívitas Metropolitano |

| Madrid 15 dicembre 2025, ore 17:00 CET 17ª giornata | Atlético Madrid | – | Getafe | Cívitas Metropolitano |

| Barcellona 22 dicembre 2025, ore 17:00 CET 18ª giornata | Barcellona | – | Atlético Madrid | Camp Nou |

| Madrid 11 gennaio 2026, ore 17:00 CET 19ª giornata | Atlético Madrid | – | Osasuna | Cívitas Metropolitano |

#### Girone di ritorno
| Leganés 18 gennaio 2026, ore 17:00 CET 20ª giornata | Leganés | – | Atlético Madrid | Butarque |

| Madrid 25 gennaio 2026, ore 17:00 CET 21ª giornata | Atlético Madrid | – | Villarreal | Cívitas Metropolitano |

| Madrid 2 febbraio 2026, ore 17:00 CET 22ª giornata | Atlético Madrid | – | Maiorca | Cívitas Metropolitano |

| Madrid 9 febbraio 2026, ore 17:00 CET 23ª giornata | Real Madrid | – | Atlético Madrid | Santiago Bernabéu |

| Madrid 15 febbraio 2026, ore 17:00 CET 24ª giornata | Atlético Madrid | – | Celta Vigo | Cívitas Metropolitano |

| Valencia 23 febbraio 2026, ore 17:00 CET 25ª giornata | Valencia | – | Atlético Madrid | Mestalla |

| Madrid 25 febbraio 2026, ore 17:00 CET 26ª giornata | Atlético Madrid | – | Athletic Bilbao | Cívitas Metropolitano |

| Getafe 8 marzo 2026, ore 17:00 CEST 27ª giornata | Getafe | – | Atlético Madrid | Coliseum |

| Madrid 16 marzo 2026, ore 17:00 CEST 28ª giornata | Atlético Madrid | – | Barcellona | Cívitas Metropolitano |

| Oviedo 29 marzo 2026, ore 17:00 CEST 29ª giornata | Real Oviedo | – | Atlético Madrid | Carlos Tartiere |

| Siviglia 5 aprile 2026, ore 17:00 CEST 30ª giornata | Siviglia | – | Atlético Madrid | Ramón Sánchez-Pizjuán |

| Madrid 13 aprile 2026, ore 17:00 CEST 31ª giornata | Atlético Madrid | – | Real Valladolid | Cívitas Metropolitano |

| Las Palmas de Gran Canaria 20 aprile 2026, ore 17:00 CEST 32ª giornata | Las Palmas | – | Atlético Madrid | Gran Canaria |

| Madrid 24 aprile 2026, ore 17:00 CEST 33ª giornata | Atlético Madrid | – | Rayo Vallecano | Cívitas Metropolitano |

| Vitoria 3 maggio 2026, ore 17:00 CEST 34ª giornata | Alavés | – | Atlético Madrid | Mendizorrotza |

| Madrid 11 maggio 2026, ore 17:00 CEST 35ª giornata | Atlético Madrid | – | Real Sociedad | Cívitas Metropolitano |

| Pamplona 15 maggio 2026, ore 17:00 CEST 36ª giornata | Osasuna | – | Atlético Madrid | El Sadar |

| Madrid 18 maggio 2026, ore 17:00 CEST 37ª giornata | Atlético Madrid | – | Betis | Cívitas Metropolitano |

| Girona 26 maggio 2026, ore 17:00 CEST 38ª giornata | Girona | – | Atlético Madrid | Montilivi |

### Supercoppa di Spagna
| Gedda 7 gennaio 2026 Semifinale | Real Madrid | – | Atlético Madrid |  |

## Statistiche
Aggiornate al 17 agosto 2025

### Statistiche di squadra
| Competizione        | Punti | In casa | In casa | In casa | In casa | In casa | In casa | In trasferta | In trasferta | In trasferta | In trasferta | In trasferta | In trasferta | Totale | Totale | Totale | Totale | Totale | Totale | DR |
| Competizione        | Punti | G       | V       | N       | P       | Gf      | Gs      | G            | V            | N            | P            | Gf           | Gs           | G      | V      | N      | P      | Gf     | Gs     | DR |
| ------------------- | ----- | ------- | ------- | ------- | ------- | ------- | ------- | ------------ | ------------ | ------------ | ------------ | ------------ | ------------ | ------ | ------ | ------ | ------ | ------ | ------ | -- |
| Primera División    | 0     | 0       | 0       | 0       | 0       | 0       | 0       | 1            | 0            | 0            | 1            | 1            | 2            | 1      | 0      | 0      | 1      | 1      | 2      | -1 |
| Coppa del Re        | -     | 0       | 0       | 0       | 0       | 0       | 0       | 0            | 0            | 0            | 0            | 0            | 0            | 0      | 0      | 0      | 0      | 0      | 0      | 0  |
| Champions League    | 0     | 0       | 0       | 0       | 0       | 0       | 0       | 0            | 0            | 0            | 0            | 0            | 0            | 0      | 0      | 0      | 0      | 0      | 0      | 0  |
| Supercopa de España | -     | -       | -       | -       | -       | -       | -       | -            | -            | -            | -            | -            | -            | 0      | 0      | 0      | 0      | 0      | 0      | 0  |
| Totale              | -     | 0       | 0       | 0       | 0       | 0       | 0       | 1            | 0            | 0            | 1            | 1            | 2            | 1      | 0      | 0      | 1      | 1      | 2      | -1 |

### Andamento in campionato
| Giornata  | 1  | 2 | 3 | 4 | 5 | 6 | 7 | 8 | 9 | 10 | 11 | 12 | 13 | 14 | 15 | 16 | 17 | 18 | 19 | 20 | 21 | 22 | 23 | 24 | 25 | 26 | 27 | 28 | 29 | 30 | 31 | 32 | 33 | 34 | 35 | 36 | 37 | 38 |
| --------- | -- | - | - | - | - | - | - | - | - | -- | -- | -- | -- | -- | -- | -- | -- | -- | -- | -- | -- | -- | -- | -- | -- | -- | -- | -- | -- | -- | -- | -- | -- | -- | -- | -- | -- | -- |
| Luogo     | C  | T | T | C | T | C | T | C | C | T  | C  | T  | C  | C  | T  | C  | T  | C  | T  | C  | T  | C  | T  | T  | C  | T  | C  | T  | C  | T  | C  | T  | C  | T  | C  | T  | C  | T  |
| Risultato | P  |   |   |   |   |   |   |   |   |    |    |    |    |    |    |    |    |    |    |    |    |    |    |    |    |    |    |    |    |    |    |    |    |    |    |    |    |    |
| Posizione | 15 |   |   |   |   |   |   |   |   |    |    |    |    |    |    |    |    |    |    |    |    |    |    |    |    |    |    |    |    |    |    |    |    |    |    |    |    |    |

Legenda:

Luogo: C = Casa; T = Trasferta. Risultato: V = Vittoria; N = Pareggio; P = Sconfitta.

### Statistiche dei giocatori
| Giocatore     | Primera División | Primera División | Primera División | Primera División | Coppa di Spagna | Coppa di Spagna | Coppa di Spagna | Coppa di Spagna | Champions League | Champions League | Champions League | Champions League | Supercoppa di Spagna | Supercoppa di Spagna | Supercoppa di Spagna | Supercoppa di Spagna | Totale   | Totale | Totale      | Totale     |
| Giocatore     | Presenze         | Reti             | Ammonizioni      | Espulsioni       | Presenze        | Reti            | Ammonizioni     | Espulsioni      | Presenze         | Reti             | Ammonizioni      | Espulsioni       | Presenze             | Reti                 | Ammonizioni          | Espulsioni           | Presenze | Reti   | Ammonizioni | Espulsioni |
| ------------- | ---------------- | ---------------- | ---------------- | ---------------- | --------------- | --------------- | --------------- | --------------- | ---------------- | ---------------- | ---------------- | ---------------- | -------------------- | -------------------- | -------------------- | -------------------- | -------- | ------ | ----------- | ---------- |
| Álex B.       | 1                | 0                | 0                | 0                | 0               | 0               | 0               | 0               | 0                | 0                | 0                | 0                | 0                    | 0                    | 0                    | 0                    | 1        | 0      | 0           | 0          |
| T. Almada     | 1                | 0                | 0                | 0                | 0               | 0               | 0               | 0               | 0                | 0                | 0                | 0                | 0                    | 0                    | 0                    | 0                    | 1        | 0      | 0           | 0          |
| J. Álvarez    | 1                | 1                | 0                | 0                | 0               | 0               | 0               | 0               | 0                | 0                | 0                | 0                | 0                    | 0                    | 0                    | 0                    | 1        | 1      | 0           | 0          |
| P. Barrios    | 1                | 0                | 0                | 0                | 0               | 0               | 0               | 0               | 0                | 0                | 0                | 0                | 0                    | 0                    | 0                    | 0                    | 1        | 0      | 0           | 0          |
| Carlos M.     | 0                | 0                | 0                | 0                | 0               | 0               | 0               | 0               | 0                | 0                | 0                | 0                | 0                    | 0                    | 0                    | 0                    | 0        | 0      | 0           | 0          |
| J. Galán      | 0                | 0                | 0                | 0                | 0               | 0               | 0               | 0               | 0                | 0                | 0                | 0                | 0                    | 0                    | 0                    | 0                    | 0        | 0      | 0           | 0          |
| C. Gallagher  | 1                | 0                | 0                | 0                | 0               | 0               | 0               | 0               | 0                | 0                | 0                | 0                | 0                    | 0                    | 0                    | 0                    | 1        | 0      | 0           | 0          |
| J.M. Giménez  | 0                | 0                | 0                | 0                | 0               | 0               | 0               | 0               | 0                | 0                | 0                | 0                | 0                    | 0                    | 0                    | 0                    | 0        | 0      | 0           | 0          |
| Giuliano      | 1                | 0                | 0                | 0                | 0               | 0               | 0               | 0               | 0                | 0                | 0                | 0                | 0                    | 0                    | 0                    | 0                    | 1        | 0      | 0           | 0          |
| A. Griezmann  | 1                | 0                | 0                | 0                | 0               | 0               | 0               | 0               | 0                | 0                | 0                | 0                | 0                    | 0                    | 0                    | 0                    | 1        | 0      | 0           | 0          |
| D. Hancko     | 1                | 0                | 0                | 0                | 0               | 0               | 0               | 0               | 0                | 0                | 0                | 0                | 0                    | 0                    | 0                    | 0                    | 1        | 0      | 0           | 0          |
| Johnny        | 1                | 0                | 1                | 0                | 0               | 0               | 0               | 0               | 0                | 0                | 0                | 0                | 0                    | 0                    | 0                    | 0                    | 1        | 0      | 1           | 0          |
| Koke          | 1                | 0                | 0                | 0                | 0               | 0               | 0               | 0               | 0                | 0                | 0                | 0                | 0                    | 0                    | 0                    | 0                    | 1        | 0      | 0           | 0          |
| R. Le Normand | 1                | 0                | 1                | 0                | 0               | 0               | 0               | 0               | 0                | 0                | 0                | 0                | 0                    | 0                    | 0                    | 0                    | 1        | 0      | 1           | 0          |
| C. Lenglet    | 0                | 0                | 0                | 0                | 0               | 0               | 0               | 0               | 0                | 0                | 0                | 0                | 0                    | 0                    | 0                    | 0                    | 0        | 0      | 0           | 0          |
| M. Llorente   | 1                | 0                | 1                | 0                | 0               | 0               | 0               | 0               | 0                | 0                | 0                | 0                | 0                    | 0                    | 0                    | 0                    | 1        | 0      | 1           | 0          |
| N. Molina     | 0                | 0                | 0                | 0                | 0               | 0               | 0               | 0               | 0                | 0                | 0                | 0                | 0                    | 0                    | 0                    | 0                    | 0        | 0      | 0           | 0          |
| J. Musso      | 0                | -0               | 0                | 0                | 0               | -0              | 0               | 0               | 0                | -0               | 0                | 0                | 0                    | -0                   | 0                    | 0                    | 0        | -0     | 0           | 0          |
| J. Oblak      | 1                | -2               | 0                | 0                | 0               | -0              | 0               | 0               | 0                | -0               | 0                | 0                | 0                    | -0                   | 0                    | 0                    | 1        | -2     | 0           | 0          |
| M. Pubill     | 0                | 0                | 0                | 0                | 0               | 0               | 0               | 0               | 0                | 0                | 0                | 0                | 0                    | 0                    | 0                    | 0                    | 0        | 0      | 0           | 0          |
| G. Raspadori  | 1                | 0                | 0                | 0                | 0               | 0               | 0               | 0               | 0                | 0                | 0                | 0                | 0                    | 0                    | 0                    | 0                    | 1        | 0      | 0           | 0          |
| M. Ruggeri    | 1                | 0                | 0                | 0                | 0               | 0               | 0               | 0               | 0                | 0                | 0                | 0                | 0                    | 0                    | 0                    | 0                    | 1        | 0      | 0           | 0          |
| A. Sørloth    | 1                | 0                | 0                | 0                | 0               | 0               | 0               | 0               | 0                | 0                | 0                | 0                | 0                    | 0                    | 0                    | 0                    | 1        | 0      | 0           | 0          |